# 이중 도시
《이중 도시》(영어: The City & the City)는 차이나 미에빌의 2009년 장편소설이다. '베셀'과 '울코마'라는 가상의 두 도시 사이의 일상과 갈등을 소재로 한다. 대한민국에는 아작에서 김창규 번역으로 출간되었다.

## 작품 소개
출간 해에 영미권 SF 및 판타지 관련 상을 모두 석권한 차이나 미에빌의 장편소설 『이중 도시』. 2015년 6월 영국 BBC와 판권을 계약하고, TV 미니시리즈 제작에 들어갔다. 하나이며 동시에 두 개인 도시를 배경으로 펼쳐지는 판타지와 범죄소설, 그리고 미스테리가 복합된 이 작품은, 마침내 시간이 멎은 듯한 추격전에 이어 모든 비밀이 밝혀졌을 때, 근래 보기 드문 가장 지적인 SF로 승화한다.